# Alexandra Xanthaki
Alexandra Xanthaki (* vor 1994) ist eine griechische Rechtswissenschaftlerin und Expertin für Rechte indigener Völker, Minderheitenrechte und kulturelle Rechte. Seit 2021 ist sie UN-Sonderberichterstatterin zu kulturellen Rechten.

## Ausbildung
Xanthaki absolvierte bis 2014 ein Grundstudium in Rechtswissenschaften an der Nationale und Kapodistrias-Universität in Athen (LLB). 1995 schloss sie an der Queen’s University Belfast ein LLM-Studium in Human Rights and Emergency Law ab. 2001 promovierte sie in Internationalen Menschenrechten.

## Karriere
Ihre erste Dozentenstelle trat sie 2000 an der Keele University in Staffordshire an, 2001 ging sie an die University of Liverpool, bevor sie 2004 an ihre heutige Wirkungsstelle, die Brunel University im Londoner Stadtteil Uxbridge, wechselte. 2007 wurde sie Senior Lecturer, 2010 Reader in Law, seit 2016 ist sie Lehrstuhlinhaberin. Daneben ist sie seit 2014 Senior Research Fellow am Institute of Advanced Legal Studies der University of London und ist Mitglied der Fakultät für Menschenrechte am Centre for Continuing Education der University of Oxford.
Xanthaki ist eine der führenden Experten für die Rechte Indigener im internationalen Recht. Ihre Monographie Indigenous Rights and United Nations Standards: Self-determination, Culture and Land gilt als das Standardwerk zu diesem Thema. Ihre Arbeiten werden oft in Dokumenten der Vereinten Nationen zitiert. Sie arbeitete eng mit dem UN-Expertenmechanismus für die Rechte indigener Völker, den UN-Sonderberichterstattern für die Rechte indigener Völker und der Internationalen Arbeitsorganisation (ILO) zusammen.
Seit Oktober 2015 leitet sie das Athens Refugee Project, bei dem Rechtswissenschaftsstudenten von Brunel als Freiwillige nach Athen in Migrationshotspots gehen, um zu helfen und in Diskussionen mit staatlichen Stellen, NGOs und internationalen Organisationen (IGOs) mehr über die Flüchtlingskrise zu lernen.
2022 veröffentlichte sie gemeinsam mit Kollegen das Online-Programm The Rights Hero, das die Rechte und die Integration von geflüchteten Kindern in einem Spiel thematisiert und verbreitet.

## Ehrenamtliche Tätigkeit
Seit Oktober 2021 ist Xanthaki als Nachfolgerin der US-Amerikanerin Karima Bennoune UN-Sonderberichterstatterin für kulturelle Rechte im Auftrag des UN-Menschenrechtsrats.
Ende 2022 kam sie zu einem offiziellen Besuch nach Deutschland. Einen Schwerpunkt legte sie dabei auf die Möglichkeiten und Herausforderungen, denen sich Menschen aus der LSBTIQ-Community sowie Migranten, Asylbewerber und Geflüchtete gegenübersehen, wenn sie Anteil am kulturellen Leben nehmen wollen. Sie betonte die Notwendigkeit zur Achtung und zum Schutz der Vielfalt sowie zur Förderung von Inklusion.
In die Kritik kam Xanthaki im März 2023, als sie empfahl, Athleten aus Russland und Belarus trotz des Russischen Überfalls auf die Ukraine nicht von der Sommerolympiade 2024 in Paris auszuschließen und dabei Militärangehörige ausdrücklich einbezog. Sie hielte dies für diskriminierend, da auch aktive Militärangehörige anderer Nationen nicht ausgeschlossen würden. Nur eine individuelle Verantwortung für Menschenrechtsverletzungen, Kriegsverbrechen oder Völkermord rechtfertige einen Ausschluss. Kritisiert wurde, dass eine Teilnahme russischer und belarussischer Sportler ukrainischen Sportlern nicht zugemutet werden dürfe, weil es durch den einseitigen Angriffskrieg zu einem „Bruch des Olympischen Friedens“ gekommen sei, der nicht ignoriert oder gar gebilligt werden dürfe. Eine individuelle Prüfung, inwieweit eine Person persönlich für Verbrechen und Menschenrechtsverletzungen verantwortlich sei, sei zudem nicht möglich.

## Sonstige Tätigkeiten
Von 2007 bis 2008 war Xanthaki Repräsentantin Neuseelands für die Rechte indigener Völker bei der Internationalen Arbeitsorganisation in Genf.

## Auszeichnungen
- 2018 Darby-Dowman Award for Extra-Ordinary Teaching and Support to Students
- 2016 Migrant and Refugee Challenges in Europe Award der Brunel University London

## Publikationen (Auswahl)
- »The Cultural Heritage of Minorities and Indigenous Peoples in the EU: Weaknesses or Opportunities?« In Cultural Heritage in the European Union 2019, doi:10.1163/9789004365346_013
- »Women's Rights v. Cultural Rights: The Indigenous Woman« in Diritti umani e diritto internazionale 2018, doi:10.12829/90771
- mit Sanna Valkonen und Leena Heinamaki (Hrsg.): »Indigenous Peoples' Cultural Heritage: Rights, Debates, Challenges« 2017 ISBN 978-90-04-34219-4
- »Indigenous peoples' Customary Laws, Sámi People and Sacred Sites« in Experiencing and Protecting Sacred Natural Sites of Sámi and other Indigenous Peoples The Sacred Arctic 2017
- »Against integration, for human rights« in The International Journal of Human Rights 2016, doi:10.1080/13642987.2016.1173402
- »Indigenous rights in the United Nations: Their impact on international human rights standards« in Europa Ethnica 2014
- »Normative Directions in Indigenous Peoples' Access to Justice« Institute for the Study of Human Rights, W Littlechild and E Stamatopoulou (Hrsg.), Columbia University, 2014, S. 21–40
- »Rights of Indigenous Peoples under the Light of Energy Exploitation« in German Yearbook of International Law 2013
- »The UN Declaration on the Rights of Indigenous Peoples and Collective Rights: What’s the Future for Indigenous Women?« in Reflections on the UN Declaration on the Rights of Indigenous Peoples Allen S and Xanthaki A (Hrsg.), Oxford, 2011, S. 413–433
- mit Stephen Allen (Hrsg.): »Reflections on the UN Declaration on the Rights of Indigenous Peoples« 2011
- »Multiculturalism and international law: Discussing universal standards« 2010, doi:10.1353/hrq.0.0139
- »Indigenous participation in elective bodies: The Maori in New Zealand« 2009, doi:10.1163/157181109X427734
- mit John Bell und James Crawford: »Indigenous Rights and United Nations Standards: Self-Determination, Culture and Land« 2007
- »Indigenous rights in the Russian Federation: The case of numerically small peoples of the Russian North, Siberia, and Far East« 2004
- mit Mac Darrow und Stephen Allen (Hrsg.): »Between Light and Shadow: The World Bank, the International Monetary Fund and International Human Rights Law. Studies« in International Law 2003